# ノヴァーラ県

ノヴァーラ県
Provincia di Novara

ノヴァーラ県（ノヴァーラけん、イタリア語: Provincia di Novara）は、イタリア共和国ピエモンテ州に属する県の一つ。県都はノヴァーラ。

## 地理

### 位置・広がり
ピエモンテ州北東部に位置する県で、東にロンバルディア州と境を接する。

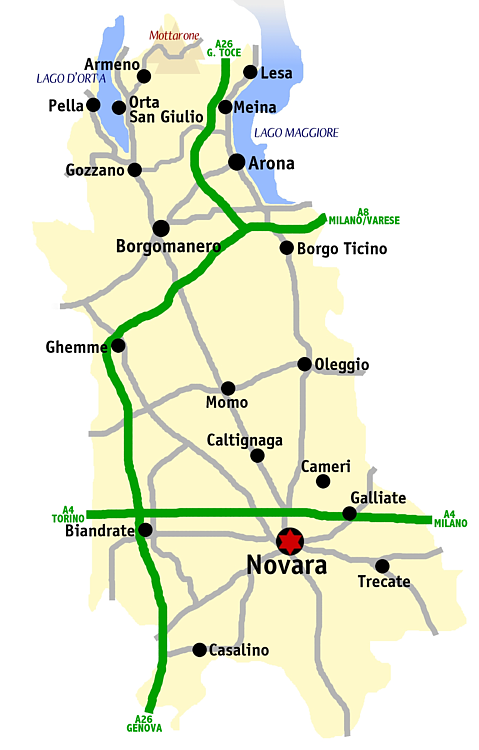
ノヴァーラ県概略図

隣接する県は以下の通り。
- 北 - ヴェルバーノ・クジオ・オッソラ県
- 北東 - ヴァレーゼ県（ロンバルディア州）
- 南東 - ミラノ県（ロンバルディア州）
- 南 - パヴィーア県（ロンバルディア州）
- 西 - ヴェルチェッリ県

### 主要な都市
2001年の国勢調査に基づく居住地区（Località abitata）別人口統計によれば、人口1万人以上の都市は以下の通り。
- ノヴァーラ - 92,761人
- ボルゴマネーロ - 18,403人
- トレカーテ - 16,507人
- ガッリアーテ - 13,201人
- アローナ - 13,190人
- オレッジョ - 11,204人

- ノヴァーラ
- アローナ
- オレッジョ

## 行政区画
ノヴァーラ県には2021年1月1日現在、87のコムーネが属する。
主要なコムーネ（上位10位）は下表の通り。左端の数字はISTATコードを示す。人口は2020年1月1日現在。
| コード | 自治体名                           | 人口    |
| ------ | ---------------------------------- | ------- |
| 003106 | ノヴァーラ                         | 103,287 |
| 003024 | ボルゴマネーロ                     | 21,280  |
| 003149 | トレカーテ                         | 20,563  |
| 003068 | ガッリアーテ                       | 15,565  |
| 003108 | オレッジョ                         | 14,157  |
| 003008 | アローナ                           | 13,788  |
| 003032 | カーメリ                           | 10,809  |
| 003043 | カステッレット・ソプラ・ティチーノ | 9,745   |
| 003016 | ベッリンツァーゴ・ノヴァレーゼ     | 9,515   |
| 003049 | チェラーノ                         | 6,693   |

21世紀に入って以降、以下のコムーネ統廃合 (it:Fusione di comuni italiani) が行われている。
2019年発足
- ガッティコ＝ヴェルーノ（ガッティコ、ヴェルーノが合併）

## 文化・観光

### 世界遺産
県内には、以下の世界遺産がある。
- ピエモンテ州とロンバルディア州のサクリ・モンティ（一部）
  - オルタのサクロ・モンテ（オルタ・サン・ジューリオ）
- アルプス山脈周辺の先史時代の杭上住居群（一部）
  - メルクラーゴ（ノヴァーラ県アローナ）

## スポーツ

### サッカー
州内に本拠を置くプロサッカークラブとしては以下がある。所属リーグは2014-15シーズン現在。
- ノヴァーラ・カルチョ （ノヴァーラ） - レガ・プロ（3部リーグ）